# Albion (Indiana)
Pour les articles homonymes, voir Albion (homonymie).
Albion est une ville américaine, siège du comté de Noble, dans l’Indiana. Lors du recensement de 2010, sa population s’élevait à 2 349 habitants.

## Histoire
Albion a été fondée en 1846. La ville est nommée d'après le village d'Albion, dans l'État de New York. Un bureau de poste est opérationnel dès 1847.

## Démographie
Lors du recensement de 2010, il y avait 2 349 habitants, 831 foyers et 530 familles résidant dans la ville. La densité de population était de 475 habitants au kilomètre carré.
| Groupe            | Albion | Indiana | États-Unis |
| ----------------- | ------ | ------- | ---------- |
| Blancs            | 97,4   | 84,3    | 72,4       |
| Métis             | 1,1    | 2,0     | 2,9        |
| Autres            | 0,6    | 2,7     | 6,4        |
| Afro-Américains   | 0,4    | 9,1     | 12,6       |
| Asiatiques        | 0,4    | 1,6     | 4,8        |
| Amérindiens       | 0,2    | 0,3     | 0,9        |
| Total             | 100    | 100     | 100        |
|                   |        |         |            |
| Latino-Américains | 3,2    | 6,0     | 16,7       |

Selon l’American Community Survey, pour la période 2011-2015, 98,03 % de la population âgée de plus de 5 ans déclare parler anglais à la maison, alors que 0,81 % déclare parler l'espagnol, 0,60 % l'allemand, 0,34 % le français et 0,21 % une autre langue.